# قلعة الجبانة
قلعة الجبانة (تسمى محليًا قلعة اليبانة)، هي إحدى قلاع منطقة الظفرة التابعة لإمارة أبو ظبي، وتقع القلعة في واحة ليوا. يعود تاريخ بناء القلعة إلى القرن التاسع عشر الميلادي. وبنيت القلعة لصد هجمات قطاع الطرق الذين كانوا يأتون من الربع الخالي. وقد تم ترميم القلعة في الفترة بين عامي 2002 و2004 بأمر من الشيخ زايد بن سلطان آل نهيان، وبشكل هندسي مختلف.